# Азовы
Азовы — село в Шурышкарском районе Ямало-Ненецкого автономного округа России. 

## География
Расположено на правом берегу протоки Кочегатка, которая в свою очередь относится к обской протоке Мояхтас.
Находится в 198 км к юго-западу от Салехарда и в 59 км к юго-востоку от районного центра — села Мужи.
Ближайшие населенные пункты
Карвожгорт 14 км, Святой-Мыс 19 км, Горки 20 км, Кушеват 22 км, Ильягорт 30 км, Ямгорт 33 км
Улицы в селе Азовы
- ул. Кедровая
- ул. Лесная
- ул. Набережная
- ул. Николая Дудникова
- ул. Озерная
- ул. Школьная
- пер. Школьный

## Население
| 1989 | 2002 | 2010 | 2021 |
| ---- | ---- | ---- | ---- |
| 402  | ↗411 | ↘359 | ↘302 |

В 2009 году численность населения села составила 536 человек, подавляющее большинство — ханты (60 % по переписи 2002 года).
Население на начало 2015 года — 308 человек. Плотность населения в существующих границах селения на 2015 год составляет 348 чел./км².

## Название
Хантыйское Асов, в котором Ас — Обь, а ов — «дверь», «ворота», «устье». Сами ханты так и переводят «Ворота Оби», «Усть-Обь». В русском языке топоним приобрел форму множественного числа, а согласный с стал звонким в положении между гласными, возможно, не без влияния со стороны южнорусского топонима Азов, хорошо известного в XVII—XVIII вв.

## История
Первое упоминание — 1871 г. Этим годом датирован договор Березовских крестьян и азовских рыбаков, обнаруженный в результате поисковой работы в архивах гг. Берёзово, Тобольск и Тюмень в 2000-х.
Хантыйское поселение Азово (в переводе с языка ханты — «устье реки») появилось в 1909 году, на берегу протоки Кочегатка. Известна фамилия первопоселенцев — семья Тарасовых. С 1911 года в посёлке поселились купцы Новицкие, скупавшие у хантов рыбу, пушнину. Товары увозили на продажу в г. Тобольск, оттуда везли сети, продукты питания. Выгодное дело торговли с местными жителями привлекало других купцов: известно, что
на лето приезжал из села Мужи купец Конев, живший в устье протоки Каневская, а из Берёзово — купец Карепанов.
К 1931 году в Азовах проживало 6 семей, были не уставные сельскохозяйственные артели. Их в 1936 г. свели в многоотраслевой колхоз «Новый путь», где выращивали богатый урожай картофеля, репы, турнепса, капусты, свеклы, сеяли ячмень и овёс, разводили лошадей, коров, овец, занимались ремеслом.
27 июня 1944 года был образован сельский совет.
3 октября 1961 года колхоз «Новый путь» ликвидировали, перевели в рыбоучасток.
19 сентября 2009 года Азовы впервые отметили юбилей села: вначале предполагалось отметить 100-летний юбилей, однако продолжительные поиски в архивах сдвинули юбилей на 20 лет.
С 2005 до 2022 гг. село было центром сельского поселения Азовское, упразднённого в 2022 году в связи с преобразованием муниципального района в муниципальный округ.

## Транспорт
зимник Лабытнанги—Мужи—Азовы—Теги, обеспечивающий Шурышкарский район.
Речной порт

## Инфраструктура
Администрация муниципального образования, находится по адресу с. Азовы, ул. Школьная, д. 23
Филиал МБУ ШЦКС «Сельский клуб с. Азовы» расположен на ул. Школьная, 8.
В 2017 году капитально отремонтирован ФАП
В 2018 году был открыт детский сад